# Svet Evropske unije
Svet Evropske unije (imenovan tudi Svet ministrov ali kar Svet) je zakonodajna institucija Evropske unije, v kateri so zastopane vlade držav članic EU. 
V Svetu se sestajajo vladni ministri oziroma ministrice iz vsake države EU, da razpravljajo o zakonodajnih predlogih, jih spreminjajo in sprejemajo, ter usklajujejo politike. Ministri imajo pooblastilo, da v imenu svoje vlade prevzamejo obveznosti glede ukrepov, dogovorjenih na sestankih. Seje Sveta potekajo v Bruslju, razen treh mesecev (aprila, junija in oktobra), ko so v Luxembourgu.
Svet EU je skupaj z Evropskim parlamentom glavni organ odločanja Evropske unije.

## Sestava Sveta
Svet EU nima stalnih članov, pač pa se glede na področje politike, ki je na dnevnem redu seje, sestaja 10 različnih sestavah.  Sej Sveta se udeležujejo predstavniki vseh držav članic na ministrski ravni. Udeleženci so tako lahko ministri ali državni sekretarji.
Vsem sestavam Sveta (z izjemo Sveta EU za zunanje zadeve) predseduje minister države članice, ki tedaj predseduje Svetu. Izjema je Svet za zunanje zadeve, ki mu običajno predseduje Visoki predstavnik Unije za skupno zunanjo in varnostno politiko.

### Odbor stalnih predstavnikov (COREPER)
Pomembno telo Sveta je COREPER (francosko Comité des représentants permanents) – odbor stalnih predstavnikov držav članic EU. Sestavljajo ga veleposlaniki držav članic pri Evropski uniji, ki pripravljajo seje posameznih svetov. Naloga tega odbora je podpora Svetu EU pri obravnavanju pravnih predlogov in osnutkov, ki jih predloži evropska komisija. Kar 90 odstotkov vseh odločitev Sveta EU je sprejetih na zasedanjih COREPER. 
Njegova naloga je priprava dnevnega reda za zasedanje ministrov Sveta. 
COREPER I je sestavljen iz namestnikov stalnih predstavnikov držav članic in se ukvarja predvsem s socialnimi in ekonomskimi vprašanji. Pokriva delovanje naslednjih sestav Sveta EU: 
- Izobraževanje, mladina, kultura in šport (EYCS)
- Kmetijstvo in ribištvo (AGRIFISH)
- Konkurenčnost (COMPET)
- Okolje (ENV)
- Promet, telekomunikacije in energija (TTE)
- Zaposlovanje, socialna politika, zdravje in varstvo potrošnikov (EPSCO)

COREPER II je sestavljen iz stalnih predstavnikov držav članic in se ukvarja s predvsem s političnimi, ekonomskimi in zunanjimi zadevami. Pokriva delovanje naslednjih sestav Sveta EU:
- Ekonomske in finančne zadeve (ECOFIN)
- Pravosodje in notranje zadeve (JHA)
- Splošne zadeve (GAC)
- Zunanje zadeve (FAC)

### Slovensko članstvo v Svetu
| Oblika sveta                                                            | COREPER    | Slovenski minister |
| ----------------------------------------------------------------------- | ---------- | --- |
| Izobraževanje, mladina, kultura in šport (EYCS)                         | COREPER I  | minister za izobraževanje, znanost in šport minister za kulturo |
| Kmetijstvo in ribištvo (AGRIFISH)                                       | COREPER I  | minister za kmetijstvo, gozdarstvo in prehrano |
| Konkurenčnost (COMPET)                                                  | COREPER I  | minister za izobraževanje, znanost in šport minister za gospodarski razvoj in tehnologijo                                                                              |
| Okolje (ENV)                                                            | COREPER I  | minister za okolje in prostor |
| Promet, telekomunikacije in energetiko (TTE)                            | COREPER I  | minister za infrastrukturo minister za javno upravo |
| Zaposlovanje, socialna politika, zdravje in varstvo potrošnikov (EPSCO) | COREPER I  | minister za delo, družino, socialne zadeve in enake možnosti minister za zdravje minister za gospodarski razvoj in tehnologijo                                         |
| Ekonomske in finančne zadeve (ECOFIN)                                   | COREPER II | minister za finance minister za gospodarski razvoj in tehnologijo |
| Pravosodje in notranje zadeve (JHA)                                     | COREPER II | minister za pravosodje minister za notranje zadeve |
| Splošne zadeve (GAC)                                                    | COREPER II | minister za zunanje zadeve |
| Zunanje zadeve (FAC)                                                    | COREPER II | minister za zunanje zadeve minister za obrambo minister za gospodarski razvoj in tehnologijo minister brez resorja pristojen za razvoj in evropsko kohezijsko politiko |

## Naloge Sveta
Kot primarni zakonodajni organ Svet 
- obravnava predpise EU in jih sprejema skupaj z Evropskim parlamentom na podlagi zakonodajnih predlogov Evropske komisije.
- Usklajuje politike držav članic
- Pripravlja zunanjo in varnostno politiko EU v skladu s smernicami Evropskega sveta.
- Sklepa sporazume med EU in drugimi državami ali mednarodnimi organizacijami.
- Sprejme letni proračun EU skupaj z Evropskim parlamentom.

Svet EU sprejema različne pravne akte:
- uredbe (pravni akt zavezujoč za vse države članice, tako po cilju kot načinu prenosa v nacionalni pravni red)
- direktive (pravni akt zavezujoč za vse države članice po cilju, ki ga določa - kako cilj članice dosežejo je stvar ukrepov vlade države članice)
- sklepi (zavezujoči za tiste, ki jih naslavljajo)
- priporočila (niso pravno zavezujoča)
- mnenja (niso pravno zavezujoča, izdajajo jih tudi druge institucije EU npr. v zakonodajnem postopku)

## Odločanje
Svet odloča praviloma s kvalificirano večino. Za sprejem odločitve je treba zbrati dobrih 70 odstotkov glasov (62 od skupno 87), ki so državam članicam EU dodeljeni glede na velikost države in število njenih prebivalcev (Nemčija ima npr. deset glasov, Luksemburg pa dva). Nekatere odločitve Svet še vedno sprejema s soglasjem, nekatere pa tudi z navadno večino.  
Kvalificirana večina je dosežena, če sta hkrati izpolnjena dva pogoja: da za predlog glasuje 55% držav članic in da predlog podprejo države članice, ki predstavljajo najmanj 65% prebivalstva EU. Ta postopek se imenuje tudi „pravilo dvojne večine. Glasovanje s kvalificirano večino je najpogosteje uporabljan način glasovanja v Svetu.
Odločitev se lahko blokira, samo če proti glasujejo vsaj 4 države, ki predstavljajo najmanj 35 % celotnega prebivalstva EU.
- Izjema: za občutljive teme, denimo zunanjo politiko in obdavčitev, je potrebna soglasna odločitev (vse države morajo glasovati za predlog).[5]
- Navadna večina se uporablja pri odločanju o postopkovnih (sprejetje Poslovnika Sveta) in administrativnih zadevah.[6]

## Predsedovanje
Vsaka članica Unije predseduje Svetu EU šest mesecev. Rotacija je določena vnaprej, predsedujoča članica pa usmerja delo Sveta EU in išče kompromisno rešitev, kadar so mnenja deljena. Predsedstvo deluje v skladu s svojim programom, v katerem predsedujoča država poleg uresničitve skupnih ciljev predlaga tudi svoje prednostne naloge. Najmanj na pol leta se vsak Svet sestane tudi na neformalnem zasedanju. Države članice predsedujejo vsem sestavam sveta z izjemo Sveta EU za zunanje zadeve, ki mu predseduje Visoki predstavnik Unije za skupno zunanjo in varnostno politiko.

### Seznam rotacij predsedovanja svetu EU
(od ustanovitve do decembra 2009 so šefi vlad predsedovali tudi Evropskemu svetu (takrat še v obliki neformalnih srečanj voditeljev), s 1. decembrom 2009, ko pa je Evropski svet postal tudi uradna institucija EU, je bila uvedena funkcija stalnega predsednika Evropskega sveta)
| Obdobje | Obdobje   | Trojica             | Predsedstvo                                                              | Šef vlade                                        | Spletna stran      |
| ------- | --------- | ------------------- | ------------------------------------------------------------------------ | ------------------------------------------------ | ------------------ |
| 1958    | jan-–jun. |                     | Belgija                                                                  | Achille Van Acker Gaston Eyskens (od 26. junija) |                    |
| 1958    | jul.–dec. | Zahodna Nemčija     | Konrad Adenauer                                                          |                                                  |                    |
| 1959    | jan-–jun. | Francija            | Charles de Gaulle                                                        |                                                  |                    |
| 1959    | jul.–dec. | Italija             | Antonio Segni                                                            |                                                  |                    |
| 1960    | jan-–jun. | Luksemburg          | Pierre Werner                                                            |                                                  |                    |
| 1960    | jul.–dec. | Nizozemska          | Jan de Quay                                                              |                                                  |                    |
| 1961    | jan-–jun. | Belgija             | Gaston Eyskens [2] Théo Lefèvre (od 25. aprila)                          |                                                  |                    |
| 1961    | jul.–dec. | Zahodna Nemčija     | Konrad Adenauer [2]                                                      |                                                  |                    |
| 1962    | jan-–jun. | Francija            | Charles de Gaulle [2]                                                    |                                                  |                    |
| 1962    | jul.–dec. | Italija             | Amintore Fanfani                                                         |                                                  |                    |
| 1963    | jan-–jun. | Luksemburg          | Pierre Werner [2]                                                        |                                                  |                    |
| 1963    | jul.–dec. | Nizozemska          | Jan de Quay [2] Victor Marijnen (od 24. julija)                          |                                                  |                    |
| 1964    | jan-–jun. | Belgija             | Théo Lefèvre [2]                                                         |                                                  |                    |
| 1964    | jul.–dec. | Zahodna Nemčija     | Ludwig Erhard                                                            |                                                  |                    |
| 1965    | jan-–jun. | Francija            | Charles de Gaulle [3]                                                    |                                                  |                    |
| 1965    | jul.–dec. | Italija             | Aldo Moro                                                                |                                                  |                    |
| 1966    | jan-–jun. | Luksemburg          | Pierre Werner [3]                                                        |                                                  |                    |
| 1966    | jul.–dec. | Nizozemska          | Jo Cals Jelle Zijlstra (od 22. novembra)                                 |                                                  |                    |
| 1967    | jan-–jun. | Belgija             | Paul Vanden Boeynants                                                    |                                                  |                    |
| 1967    | jul.–dec. | Zahodna Nemčija     | Kurt Georg Kiesinger                                                     |                                                  |                    |
| 1968    | jan-–jun. | Francija            | Charles de Gaulle [4]                                                    |                                                  |                    |
| 1968    | jul.–dec. | Italija             | Giovanni Leone Mariano Rumor (od 12. decembra)                           |                                                  |                    |
| 1969    | jan-–jun. | Luksemburg          | Pierre Werner [4]                                                        |                                                  |                    |
| 1969    | jul.–dec. | Nizozemska          | Piet de Jong                                                             |                                                  |                    |
| 1970    | jan-–jun. | Belgija             | Gaston Eyskens [3]                                                       |                                                  |                    |
| 1970    | jul.–dec. | Zahodna Nemčija     | Willy Brandt                                                             |                                                  |                    |
| 1971    | jan-–jun. | Francija            | Georges Pompidou                                                         |                                                  |                    |
| 1971    | jul.–dec. | Italija             | Emilio Colombo                                                           |                                                  |                    |
| 1972    | jan-–jun. | Luksemburg          | Pierre Werner [5]                                                        |                                                  |                    |
| 1972    | jul.–dec. | Nizozemska          | Barend Biesheuvel                                                        |                                                  |                    |
| 1973    | jan-–jun. | Belgija             | Gaston Eyskens [4] Edmond Leburton (od 26. januarja)                     |                                                  |                    |
| 1973    | jul.–dec. | Danska              | Anker Jørgensen Poul Hartling (od 19. decembra)                          |                                                  |                    |
| 1974    | jan-–jun. | Zahodna Nemčija     | Willy Brandt [2] Walter Scheel (7.–16. maj) Helmut Schmidt (od 16. maja) |                                                  |                    |
| 1974    | jul.–dec. | Francija            | Valéry Giscard d'Estaing                                                 |                                                  |                    |
| 1975    | jan-–jun. | Irska               | Liam Cosgrave                                                            |                                                  |                    |
| 1975    | jul.–dec. | Italija             | Aldo Moro [2]                                                            |                                                  |                    |
| 1976    | jan-–jun. | Luksemburg          | Gaston Thorn                                                             |                                                  |                    |
| 1976    | jul.–dec. | Nizozemska          | Joop den Uyl                                                             |                                                  |                    |
| 1977    | jan-–jun. | Združeno kraljestvo | James Callaghan                                                          |                                                  |                    |
| 1977    | jul.–dec. | Belgija             | Leo Tindemans                                                            |                                                  |                    |
| 1978    | jan-–jun. | Danska              | Anker Jørgensen [2]                                                      |                                                  |                    |
| 1978    | jul.–dec. | Zahodna Nemčija     | Helmut Schmidt [2]                                                       |                                                  |                    |
| 1979    | jan-–jun. | Francija            | Valéry Giscard d'Estaing [2]                                             |                                                  |                    |
| 1979    | jul.–dec. | Irska               | Jack Lynch Charles Haughey (od 11. decembra)                             |                                                  |                    |
| 1980    | jan-–jun. | Italija             | Francesco Cossiga                                                        |                                                  |                    |
| 1980    | jul.–dec. | Luksemburg          | Pierre Werner [6]                                                        |                                                  |                    |
| 1981    | jan-–jun. | Nizozemska          | Dries van Agt                                                            |                                                  |                    |
| 1981    | jul.–dec. | Združeno kraljestvo | Margaret Thatcher                                                        |                                                  |                    |
| 1982    | jan-–jun. | Belgija             | Wilfried Martens                                                         |                                                  |                    |
| 1982    | jul.–dec. | Danska              | Anker Jørgensen [3] Poul Schlüter (od 10. septembra)                     |                                                  |                    |
| 1983    | jan-–jun. | Zahodna Nemčija     | Helmut Kohl                                                              |                                                  |                    |
| 1983    | jul.–dec. | Grčija              | Andreas Papandreou                                                       |                                                  |                    |
| 1984    | jan-–jun. | Francija            | François Mitterrand                                                      |                                                  |                    |
| 1984    | jul.–dec. | Irska               | Garret FitzGerald                                                        |                                                  |                    |
| 1985    | jan-–jun. | Italija             | Bettino Craxi                                                            |                                                  |                    |
| 1985    | jul.–dec. | Luksemburg          | Jacques Santer                                                           |                                                  |                    |
| 1986    | jan-–jun. | Nizozemska          | Ruud Lubbers                                                             |                                                  |                    |
| 1986    | jul.–dec. | Združeno kraljestvo | Margaret Thatcher [2]                                                    |                                                  |                    |
| 1987    | jan-–jun. | Belgija             | Wilfried Martens [2]                                                     |                                                  |                    |
| 1987    | jul.–dec. | Danska              | Poul Schlüter [2]                                                        |                                                  |                    |
| 1988    | jan-–jun. | Zahodna Nemčija     | Helmut Kohl [2]                                                          |                                                  |                    |
| 1988    | jul.–dec. | Grčija              | Andreas Papandreou [2]                                                   |                                                  |                    |
| 1989    | jan-–jun. | Španija             | Felipe González                                                          |                                                  |                    |
| 1989    | jul.–dec. | Francija            | François Mitterrand [2]                                                  |                                                  |                    |
| 1990    | jan-–jun. | Irska               | Charles Haughey [2]                                                      |                                                  |                    |
| 1990    | jul.–dec. | Italija             | Giulio Andreotti                                                         |                                                  |                    |
| 1991    | jan-–jun. | Luksemburg          | Jacques Santer [2]                                                       |                                                  |                    |
| 1991    | jul.–dec. | Nizozemska          | Ruud Lubbers [2]                                                         |                                                  |                    |
| 1992    | jan-–jun. | Portugal            | Aníbal Cavaco Silva                                                      |                                                  |                    |
| 1992    | jul.–dec. | Združeno kraljestvo | John Major                                                               |                                                  |                    |
| 1993    | jan-–jun. | Danska              | Poul Schlüter [3] Poul Nyrup Rasmussen (od 25. januarja)                 |                                                  |                    |
| 1993    | jul.–dec. | Belgija             | Jean-Luc Dehaene                                                         |                                                  |                    |
| 1994    | jan-–jun. | Grčija              | Andreas Papandreou [3]                                                   |                                                  |                    |
| 1994    | jul.–dec. | Nemčija             | Helmut Kohl [3]                                                          |                                                  |                    |
| 1995    | jan-–jun. | Francija            | François Mitterrand [3] Jacques Chirac (od 17. maja)                     |                                                  |                    |
| 1995    | jul.–dec. | Španija             | Felipe González [2]                                                      |                                                  |                    |
| 1996    | jan-–jun. | Italija             | Lamberto Dini Romano Prodi (od 17. maja)                                 |                                                  |                    |
| 1996    | jul.–dec. | Irska               | John Bruton                                                              |                                                  |                    |
| 1997    | jan-–jun. | Nizozemska          | Wim Kok                                                                  |                                                  |                    |
| 1997    | jul.–dec. | Luksemburg          | Jean-Claude Juncker                                                      |                                                  |                    |
| 1998    | jan-–jun. | Združeno kraljestvo | Tony Blair                                                               | presid.fco.gov.uk                                |                    |
| 1998    | jul.–dec. | Avstrija            | Viktor Klima                                                             | presidency.gv.at                                 |                    |
| 1999    | jan-–jun. | Nemčija             | Gerhard Schröder                                                         |                                                  |                    |
| 1999    | jul.–dec. | Finska              | Paavo Lipponen                                                           | presidency.finland.fi                            |                    |
| 2000    | jan-–jun. | Portugalska         | António Guterres                                                         |                                                  |                    |
| 2000    | jul.–dec. | Francija            | Jacques Chirac [2]                                                       |                                                  |                    |
| 2001    | jan-–jun. | Švedska             | Göran Persson                                                            | eu2001.se                                        |                    |
| 2001    | jul.–dec. | Belgija             | Guy Verhofstadt                                                          | eu2001.be                                        |                    |
| 2002    | jan-–jun. | Španija             | José María Aznar                                                         | ue2002.es                                        |                    |
| 2002    | jul.–dec. | Danska              | Anders Fogh Rasmussen                                                    | eu2002.dk                                        |                    |
| 2003    | jan-–jun. | Grčija              | Costas Simitis                                                           | eu2003.gr                                        |                    |
| 2003    | jul.–dec. | Italija             | Silvio Berlusconi                                                        | ueitalia2003.it                                  |                    |
| 2004    | jan-–jun. | Irska               | Bertie Ahern                                                             | eu2004.ie                                        |                    |
| 2004    | jul.–dec. | Nizozemska          | Jan Peter Balkenende                                                     | eu2004.nl                                        |                    |
| 2005    | jan-–jun. | Luksemburg          | Jean-Claude Juncker [2]                                                  | eu2005.lu                                        |                    |
| 2005    | jul.–dec. | Združeno kraljestvo | Tony Blair [2]                                                           | eu2005.gov.uk                                    |                    |
| 2006    | jan-–jun. | Avstrija            | Wolfgang Schüssel                                                        | eu2006.at                                        |                    |
| 2006    | jul.–dec. | Finska              | Matti Vanhanen                                                           | eu2006.fi                                        |                    |
| 2007    | jan-–jun. | T1                  | Nemčija                                                                  | Angela Merkel                                    | eu2007.de          |
| 2007    | jul.–dec. | T1                  | Portugalska                                                              | José Sócrates                                    | eu2007.pt          |
| 2008    | jan-–jun. | T1                  | Slovenija                                                                | Janez Janša                                      | eu2008.si          |
| 2008    | jul.–dec. | T2                  | Francija                                                                 | Nicolas Sarkozy                                  | ue2008.fr          |
| 2009    | jan-–jun. | T2                  | Češka                                                                    | Mirek Topolánek Jan Fischer (od 8. maja)         | eu2009.cz          |
| 2009    | jul.–dec. | T2                  | Švedska                                                                  | Fredrik Reinfeldt                                | se2009.eu          |
| 2010    | jan-–jun. | T3                  | Španija                                                                  | José Luis Rodríguez Zapatero                     | eu2010.eseutrio.es |
| 2010    | jul.–dec. | T3                  | Belgija                                                                  | Yves Leterme                                     | eutrio.be          |
| 2011    | jan-–jun. | T3                  | Madžarska                                                                | Viktor Orbán                                     | eu2011.hu          |
| 2011    | jul.–dec. | T4                  | Poljska                                                                  | Donald Tusk                                      | pl2011.eu          |
| 2012    | jan-–jun. | T4                  | Danska                                                                   | Helle Thorning-Schmidt                           | eu2012.dk          |
| 2012    | jul.–dec. | T4                  | Ciper                                                                    | Demetris Christofias*                            | cy2012.eu          |
| 2013    | jan-–jun. | T5                  | Irska                                                                    | Enda Kenny                                       | eu2013.ie          |
| 2013    | jul.–dec. | T5                  | Litva                                                                    | Algirdas Butkevičius                             | eu2013.lt          |
| 2014    | jan-–jun. | T5                  | Grčija                                                                   | Antonis Samaras                                  | gr2014.eu          |
| 2014    | jul.–dec. | T6                  | Italija                                                                  | Matteo Renzi                                     | italia2014.eu      |
| 2015    | jan-–jun. | T6                  | Latvija                                                                  | Laimdota Straujuma                               | eu2015.lv          |
| 2015    | jul.–dec. | T6                  | Luksemburg                                                               | Xavier Bettel                                    | eu2015lu.eu        |
| 2016    | jan-–jun. | T7                  | Nizozemska                                                               | Mark Rutte                                       | eu2016.nl          |
| 2016    | jul.–dec. | T7                  | Slovaška                                                                 | Robert Fico                                      | eu2016.sk          |
| 2017    | jan-–jun. | T7                  | Malta                                                                    | Joseph Muscat                                    | eu2017.mt          |
| 2017    | jul.–dec. | T8                  | Estonija                                                                 | Jüri Ratas                                       | eu2017.ee          |
| 2018    | jan-–jun. | T8                  | Bolgarija                                                                | Bojko Borisov                                    | eu2018bg.bg        |
| 2018    | jul.–dec. | T8                  | Avstrija                                                                 | Sebastian Kurz                                   | eu2018.at          |
| 2019    | jan-–jun. | T9                  | Romunija                                                                 | Viorica Dăncilă                                  | eu2019.ro          |
| 2019    | jul.–dec. | T9                  | Finska                                                                   | Antti Rinne Sanna Marin (od 10. decembra 2019)   | eu2019.fi          |
| 2020    | jan-–jun. | T9                  | Hrvaška                                                                  | Andrej Plenković                                 | eu2020.hr          |
| 2020    | jul.–dec. | T10                 | Nemčija                                                                  | Angela Merkel                                    | eu2020.de          |
| 2021    | jan-–jun. | T10                 | Portugalska                                                              | Antonio Costa                                    | 2021portugal.eu    |
| 2021    | jul.–dec. | T10                 | Slovenija                                                                | Janez Janša                                      | si2021.eu          |
| 2022    | jan-–jun. | T11                 | Francija                                                                 | Jean Castex Élisabeth Borne (od 16. maja)        | europe2022.fr      |
| 2022    | jul.–dec. | T11                 | Češka                                                                    | Petr Fiala                                       | eu2022.cz          |
| 2023    | jan-–jun. | T11                 | Švedska                                                                  | Ulf Kristersson                                  | sweden2023.eu      |
| 2023    | jul.–dec. | T12                 | Španija                                                                  | Pedro Sánchez                                    | eu2023.es          |
| 2024    | jan-–jun. | T12                 | Belgija                                                                  | Alexander De Croo                                | belgium24.eu       |
| 2024    | jul.–dec. | T12                 | Madžarska                                                                | Viktor Orbán [2]                                 | hungary24.eu       |
| 2025    | jan-–jun. | T13                 | Poljska                                                                  | Donald Tusk [2]                                  | poland25.eu        |
| 2025    | jul.–dec. | T13                 | Danska                                                                   | TBD                                              | TBD                |
| 2026    | jan-–jun. | T13                 | Ciper                                                                    | TBD                                              | TBD                |
| 2026    | jul.–dec. | T14                 | Irska                                                                    | TBD                                              | TBD                |
| 2027    | jan-–jun. | T14                 | Litva                                                                    | TBD                                              | TBD                |
| 2027    | jul.–dec. | T14                 | Grčija                                                                   | TBD                                              | TBD                |
| 2028    | jan-–jun. | T15                 | Italija                                                                  | TBD                                              | TBD                |
| 2028    | jul.–dec. | T15                 | Latvija                                                                  | TBD                                              | TBD                |
| 2029    | jan-–jun. | T15                 | Luksemburg                                                               | TBD                                              | TBD                |
| 2029    | jul.–dec. | T16                 | Nizozemska                                                               | TBD                                              | TBD                |
| 2030    | jan-–jun. | T16                 | Slovaška                                                                 | TBD                                              | TBD                |
| 2030    | jul.–dec. | T16                 | Malta                                                                    | TBD                                              | TBD                |

[#] - število predsedovanj

## Svet Evrope, Evropski svet
Sveta Evropske unije ne smemo zamenjevati s Svetom Evrope, ki je povsem ločena mednarodna organizacija. Ne smemo ga zamenjevati tudi z Evropskim svetom, ki je ločena, čeravno tesno povezana institucija EU, sestavljena iz predsednikov držav ali vlad držav članic ter predsednika Evropske komisije. Svet Evropske unije v dokumentih EU pogosto navajajo le kot »Svet«, neformalno pa je občasno v rabi stari izraz »ministrski svet«.